# Swiss Open 1982
Het Zwitsers Open is een golftoernooi dat in 1923 voor het eerst werd gespeeld en behoort tot de Europese PGA Tour sinds die in 1972 werd opgericht. In 1982 werd het gespeeld van 26-29 augustus op de baan van de Golf Club Crans-sur-Sierre. Het prijzengeld was ongeveer € 83.858, waarvan de winnaar ruim € 14.000 kreeg. Titelverdediger Manuel Piñero eindigde op de 46ste plaats.
De par van de baan was 72. De laagste ronde was van Brian Marchbank met een score van 64.
David Ogrin uit België eindigde op de 67ste plaats. Yves Mahaime en amateur Bruno Dupont misten de cut. Er deden geen Nederlanders mee.
Dit was het jaar dat er, na veel overleg, een titelsponor werd toegestaan door de organisatoren van het Zwitsers Open. Het Zwitserse horlogemerk EBEL werd titelsponsor en loofde een gouden horloge uit voor de eerste hole-in-one. In 1991 werd EBEL vervangen door Canon.

## Top 10
| Nr | Speler               | Score           | Score |
| -- | -------------------- | --------------- | ----- |
| 1  | Ian Woosnam po       | 68-68-66-70=272 | -16   |
| 2  | Bill Longmuir        | 69-70-67-66=272 | -16   |
| 3  | José Maria Cañizares | 67-72-70-67=276 | -12   |
| T4 | Juan Anglada         | 71-72-66-68=277 | -11   |
| T4 | Hubert Green         | 69-71-70-67=277 | -11   |
| 6  | Matt Runge           | 69-68-67-74=278 | -10   |
| 7  | Jerry Anderson       | 73-67-70-69=279 | -9    |
| 7  | Brian Waites         | 72-74-66-67=279 | -9    |
| 9  | Joe Higgins          | 71-70-67-72=280 | -8    |
| 9  | Silvano Locatelli    | 70-71-72-67=280 | -8    |

Vanaf 1972:
1972 · 
1973 · 
1974 · 
1975 · 
1976 · 
1977 · 
1978 · 
1979 · 
1980 · 
1981 · 
1982 ·   
1983 · 
1984 ·
1985 ·
1986 ·
1987 ·
1988 ·
1989 ·
1990 ·
1991 ·
1992 ·
1993 ·
1994 ·
1995 ·
1996 · 
1997 ·
1998 ·
1999 · 
2000 · 
2001 · 
2002 · 
2003 · 
2004 · 
2005 · 
2006 · 
2007 · 
2008 · 
2009 · 
2010 · 
2011 · 
2012 · 
2013 · 
2014
1972 ·
1973 ·
1974 ·
1975 ·
1976 ·
1977 ·
1978 ·
1979 ·
1980 ·
1981 ·
1982 ·
1983 ·
1984 ·
1985 ·
1986 ·
1987 ·
1988 ·
1989 ·
1990 ·
1991 ·
1992 ·
1993 ·
1994 ·
1995 ·
1996 ·
1997 ·
1998 ·
1999 ·
2000 ·
2001 ·
2002 ·
2003 ·
2004 ·
2005 ·
2006 ·
2007 ·
2008 ·
2009 ·
2010 ·
2011 ·
2012 ·
2013 ·
2014 ·
2015 ·
2016

## Links
- Volledige Uitslag